# Nahošovice
Nahošovice jsou obec ležící v okrese Přerov, asi 2 km severozápadně od Dřevohostic. Žije zde 154 obyvatel.

## Název
Ves se původně jmenovala Nahušovice, což bylo odvozeno od osobního jména Nahuš. Význam místního jména byl "Nahušovi lidé". -ho- ve druhé slabice je výsledek nářeční hláskové změny. Ze 14. a 16. století je doložena i podoba Nahašovice.

## Historie
První písemná zmínka o obce pochází z roku 1365, kdy se připomíná tvrz Jana z Nahošovic. Osídlení lokality je však mnohem starší. Od roku 1405 patřila ves Drslavu a Zbyňku ze Štrálku, po Štrálcích byl majitelem Jan Jiskra z Brandýsa. Od roku 1520 drží ves rod Barských z Báště, který ji prodal v roce 1558 Vilémovi ze Žerotína, majiteli panství dřevohostického. Tímto datem končí samostatná existence nahošovického panství.
Krčma byla v obci založena roku 1737, rychta 1747. Původně dřevěná zvonice byla přebudována v roce 1874 na kapli. V roce 1850 se Nahošovice stávají samostatnou obcí.
Až do roku 1949 příslušely k okresu Holešov, poté k okresu Přerov. V roce 1964 se staly místní částí Dřevohostic. Samostatnou obcí se Nahošovice staly 24. listopadu 1990.

## Galerie

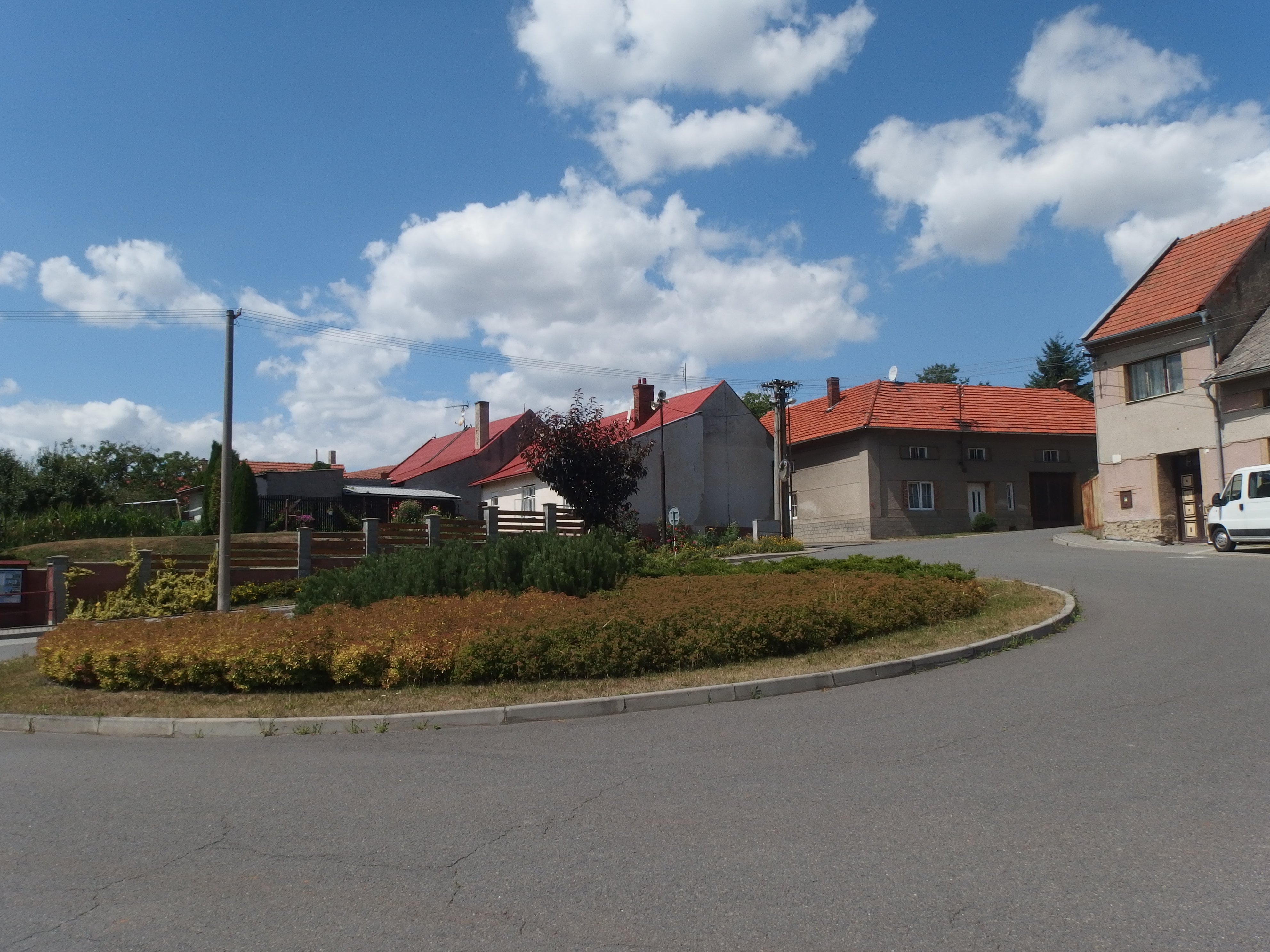
Kruhový objezd
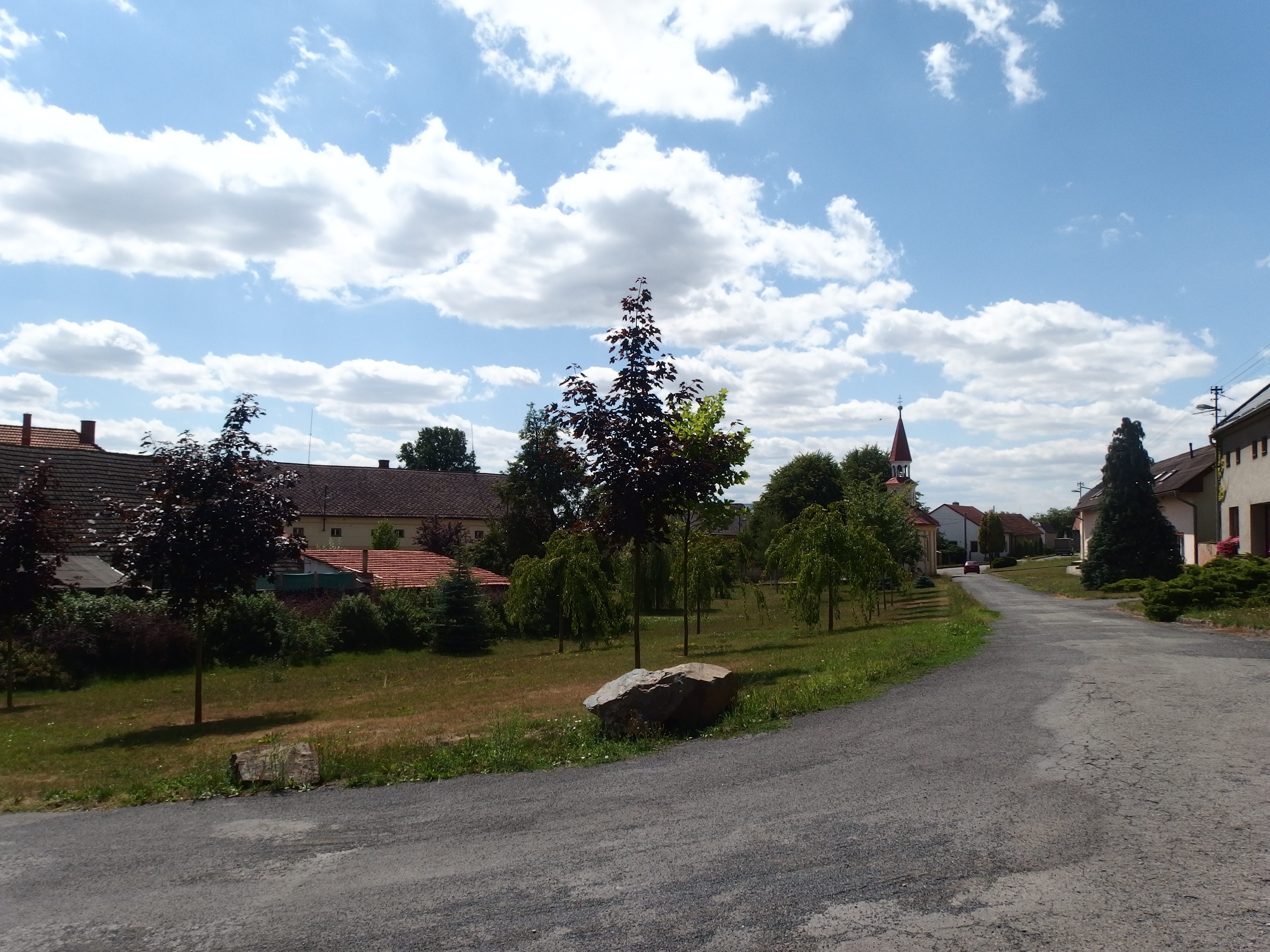
Náves
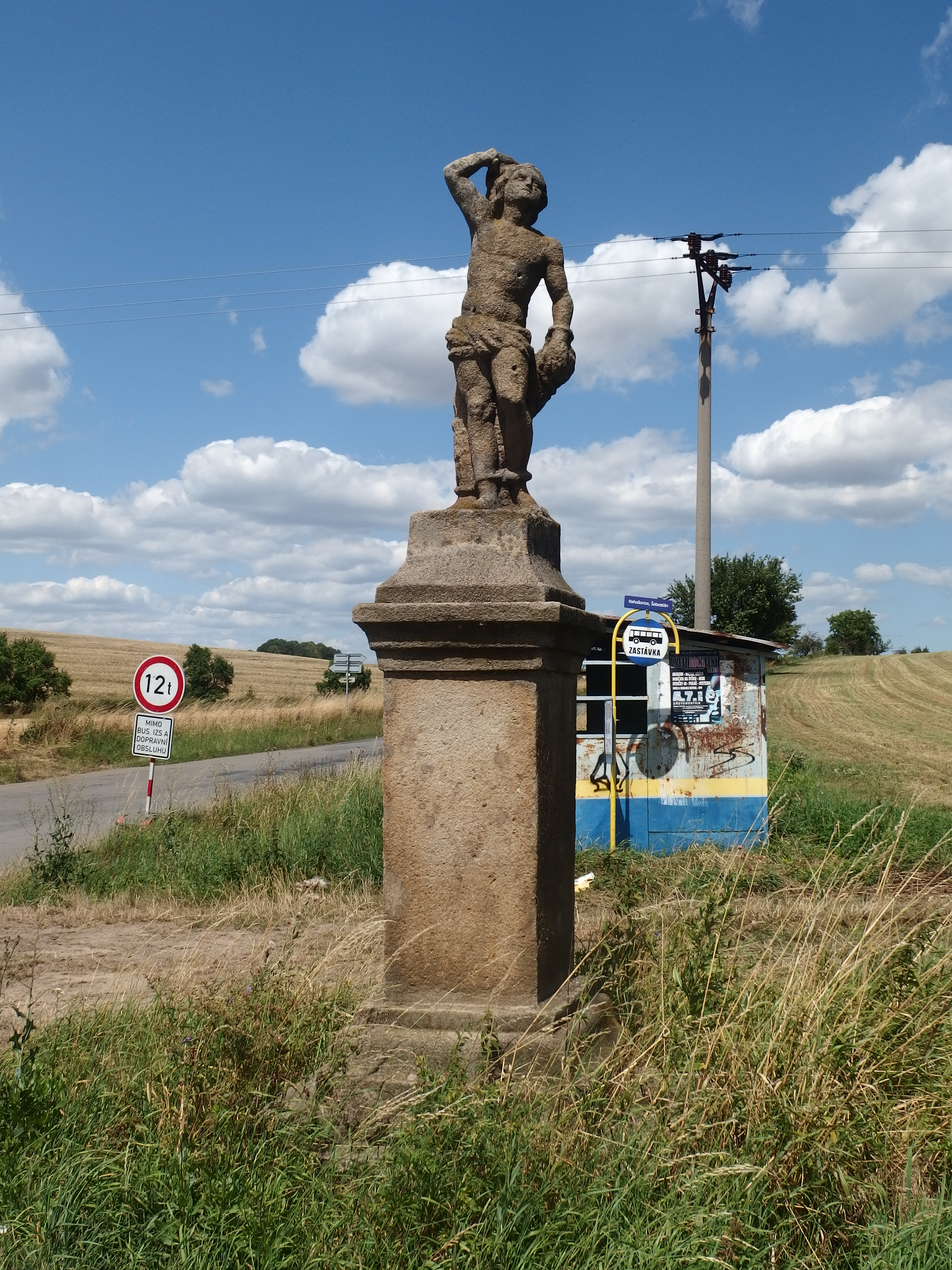
Socha sv. Šebestiána
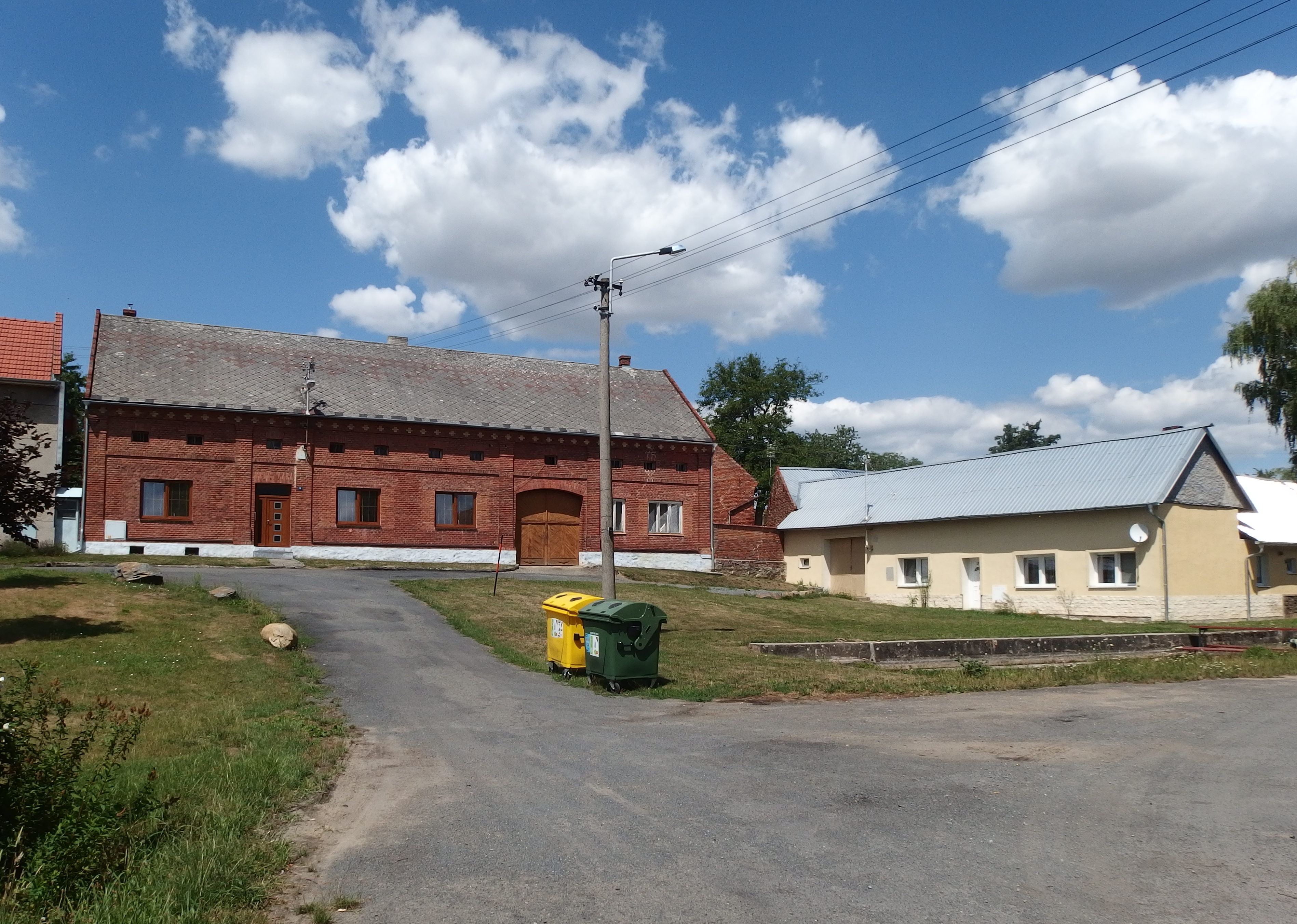
Domy č. p. 18 a 17

## Demografický vývoj
K roku 1716 bylo v obci napočítáno 16 usedlých, z toho 1 láník, 10 půlláníků, 2 čtvrtláníci a 3 zahradníci. Ve 20. století počet obyvatel značně klesá:
- 1892 – 272 obyvatel
- 1965 – 280 obyvatel v 55 domech
- 1980 – 240 obyvatel v 58 domech
- 2006 – 174 obyvatel